# Spoorlijn Savenay - Landerneau
De spoorlijn Savenay - Landerneau is een Franse spoorlijn van Savenay naar Landerneau. De lijn is 298,6 km lang en heeft als lijnnummer 470 000.

## Geschiedenis
De lijn werd in gedeeltes geopend door de Compagnie du chemin de fer de Paris à Orléans. Van Savenay naar Lorient op 21 september 1862, van Lorient naar Quimper op 8 september 1863, van Quimper naar Châteaulin op 12 december 1864 en van Châteaulin naar Landerneau op 16 december 1867.

## Treindiensten
De SNCF verzorgt het personenvervoer op dit traject met TGV en TER treinen.
| Serie      | Treinsoort | Route | Bijzonderheden |
| ---------- | ---------- | --- | -------------- |
| Ouigo 7610 | TGV (SNCF) | Paris-Montparnasse – Le Mans – Laval – Rennes – [ Saint-Brieuc – Guingamp – Morlaix – Brest ] / [ Vannes – Auray – Lorient – Quimper ] |                |
| TGV 8700   | TGV (SNCF) | Paris-Montparnasse – Laval – Rennes – Vannes – Lorient – Quimper                                                                       |                |
| K 2        | TER (SNCF) | Rennes – Vannes – Lorient – Quimper |                |
| K 14       | TER (SNCF) | Nantes – Savenay – Redon – Questembert – Vannes – Auray – Hennebont – Lorient – Quimperlé – Rosporden – Quimper                        |                |
| P 2        | TER (SNCF) | Rennes – Bruz – Messac - Guipry – Redon – Vannes                                                                                       |                |
| P 7        | TER (SNCF) | Quimper – Landerneau – Brest |                |
| P 14       | TER (SNCF) | Vannes – Lorient |                |

## Aansluitingen
In de volgende plaatsen is of was er een aansluiting op de volgende spoorlijnen:
Savenay
RFN 515 000, spoorlijn tussen Tours en Saint-Nazaire
Pontchâteau
RFN 459 300, raccordement van Besné-Pontchâteau
aansluiting côté Nantes
RFN 468 306, raccordement van Redon
Redon
RFN 468 000, spoorlijn tussen Rennes en Redon
RFN 470 506, havenspoorlijn Redon
Questembert
RFN 471 000, spoorlijn tussen Questembert en Ploërmel
Auray
RFN 473 000, spoorlijn tussen Auray en Quiberon
RFN 474 000, spoorlijn tussen Auray en Pontivy
Lorient
RFN 470 606, stamlijn Kerpont de Lorient
RFN 499 500, havenspoorlijn Lorient
RFN 499 501, havenspoorlijn Lorient
RFN 499 502, havenspoorlijn Lorient
RFN 499 503, havenspoorlijn Lorient
RFN 499 504, havenspoorlijn Lorient
Rosporden
RFN 476 000, spoorlijn tussen Rosporden en Concarneau
Quimper
RFN 477 000, spoorlijn tussen Quimper en Pont-l'Abbé
RFN 478 000, spoorlijn tussen Quimper en Douarnenez - Tréboul
Landerneau
RFN 420 000, spoorlijn tussen Paris-Montparnasse en Brest

## Elektrische tractie
De lijn werd in gedeeltelijk geëlektrificeerd met een spanning van 25.000 volt 50 Hz. Van Sanenay tot Gestel in 1991 en van Gestel tot Quimper in 1992. 

## Galerij

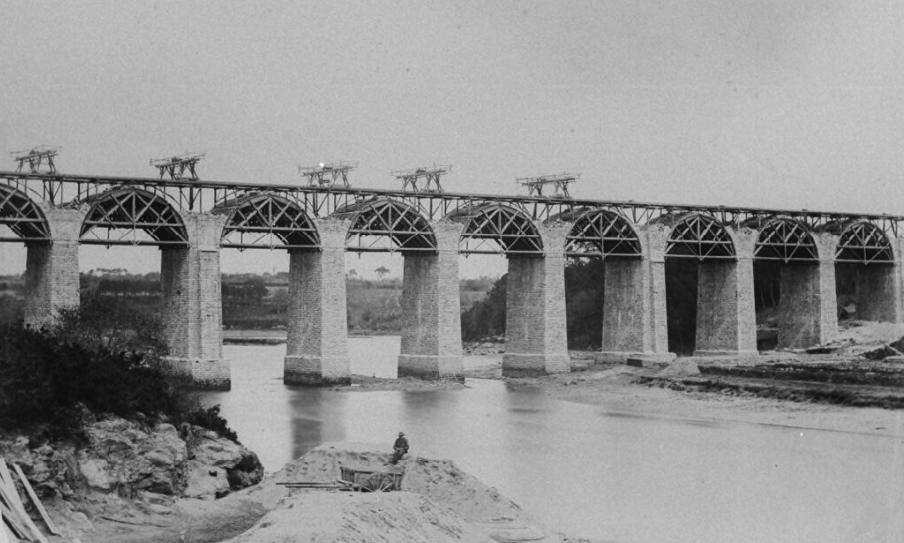
Spoorbrug van Auray in aanbouw in 1861
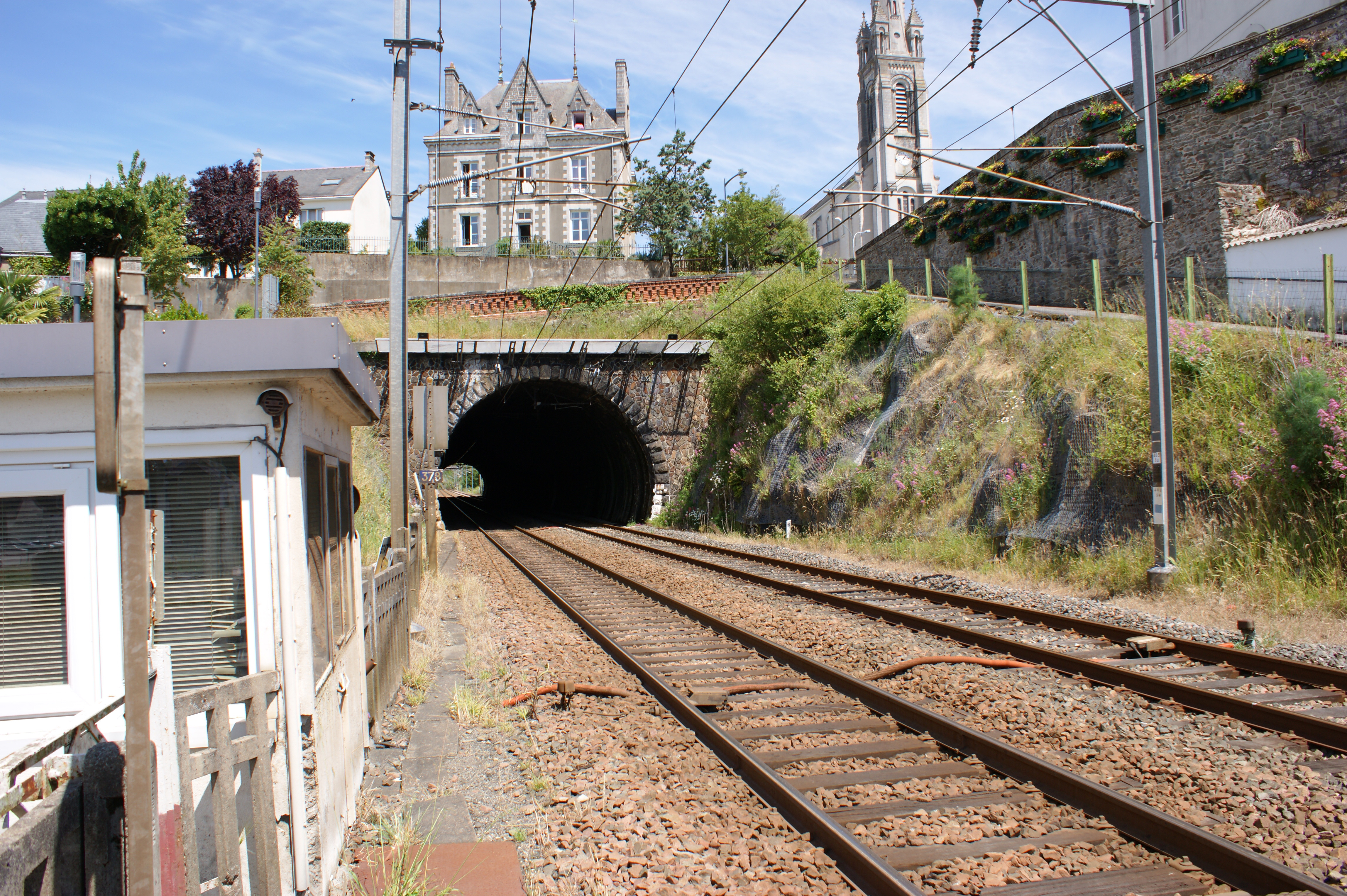
Tunnel van Pontchâteau
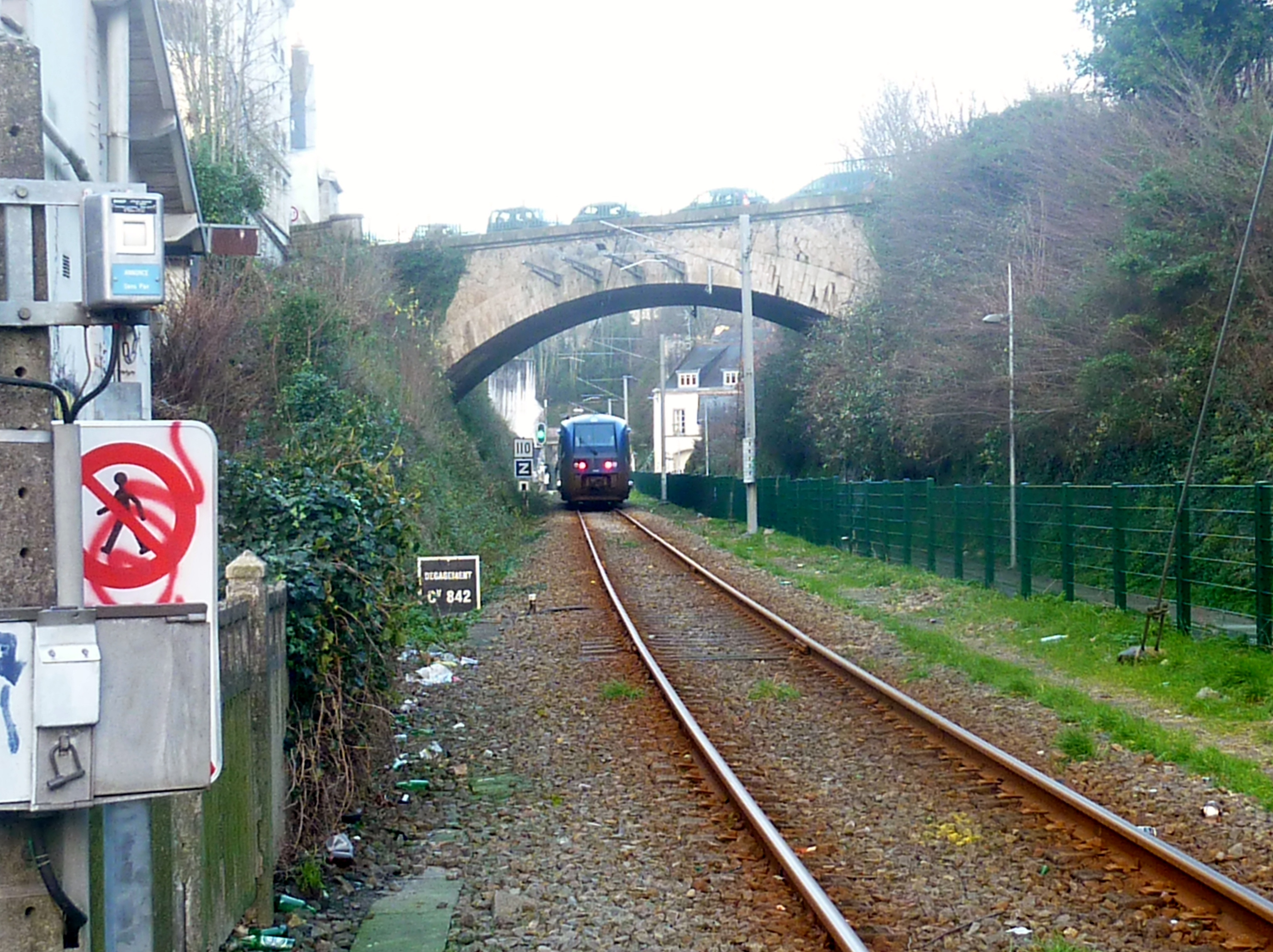
De lijn in Quimper richting Landerneau
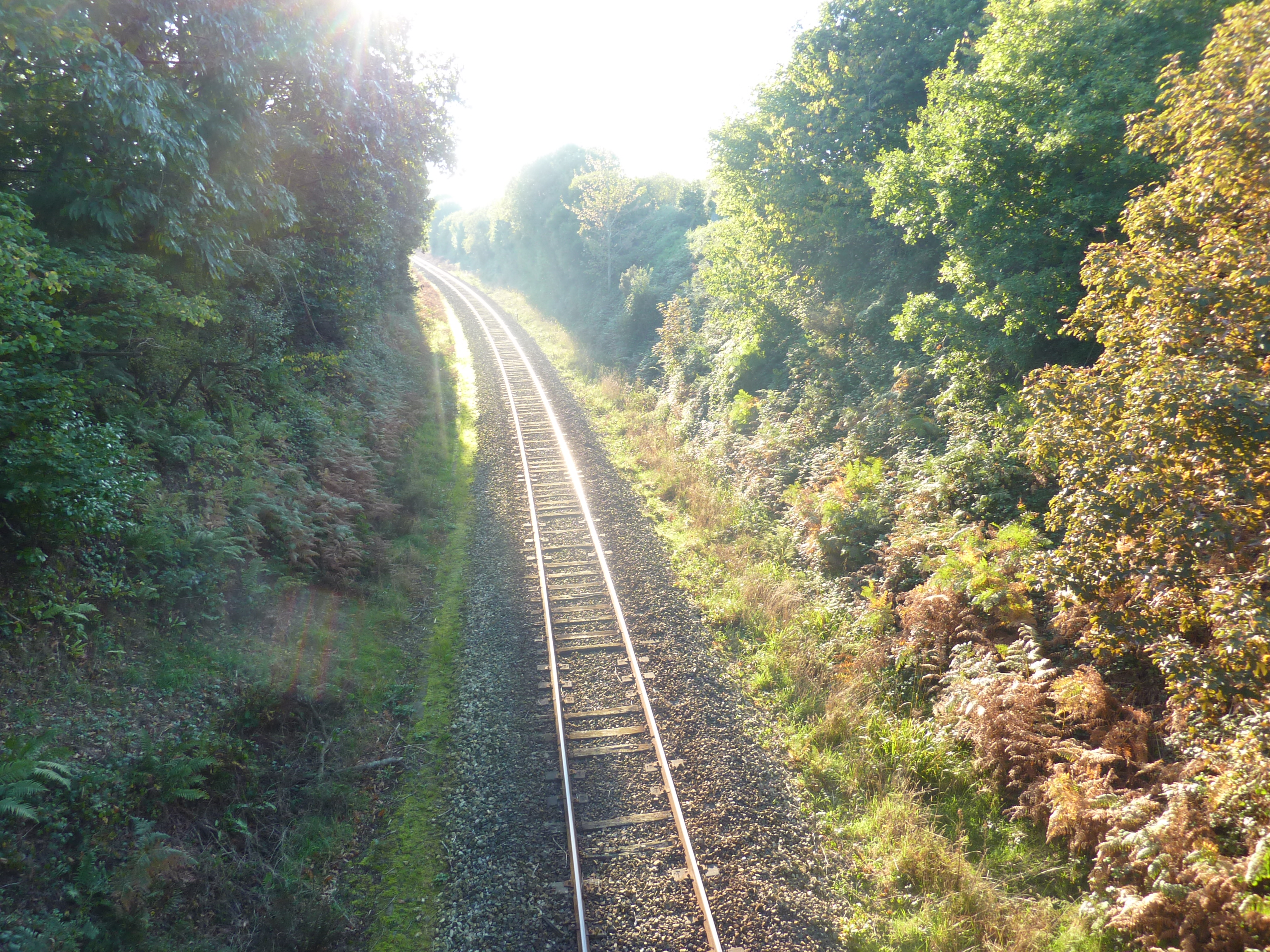
De spoorlijn bij Quimerc'h
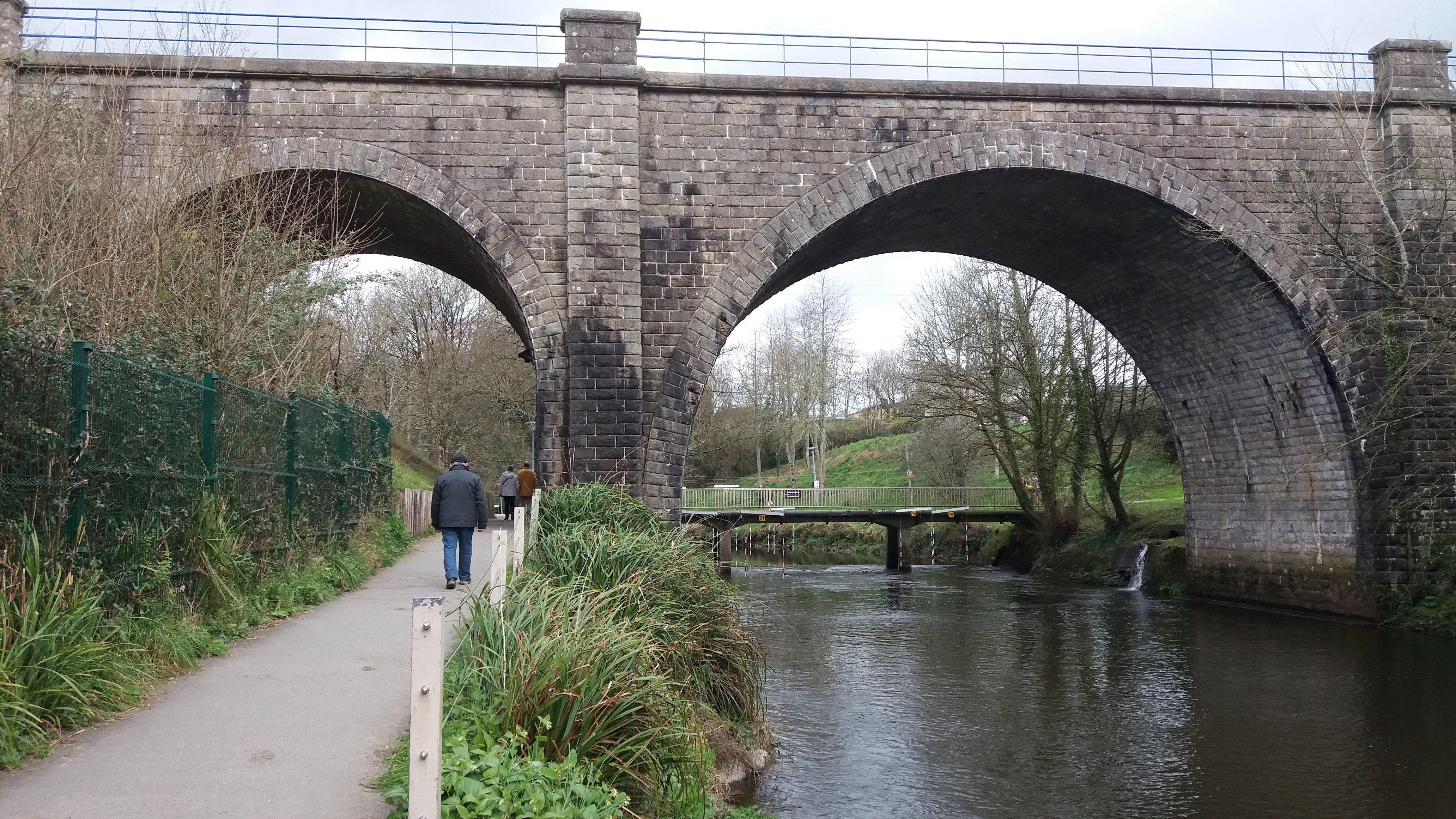
Spoorbrug in Landerneau